# Hypochaeris chubutensis
Hypochaeris chubutensis là một loài thực vật có hoa trong họ Cúc. Loài này được Bortiri mô tả khoa học đầu tiên năm 1997.